# Danilo Dolci
Danilo Dolci (født 28. juni 1924 i Sežana, død 30. december 1997 i Trappeto) var en italiensk socialaktivist, sociolog, underviser og digter. Han er bedst kendt for sin kamp mod fattigdom, social udstødelse og mafiaen på Sicilien og var forkæmper for ikke-volds metoder i Italien. Han er kendt som ”Italiens Gandhi”.

## Priser
- Lenins fredspris 1958